# Alberto Selva
Alberto Selva (Ciudad de San Marino, 21 de septiembre de 1964) es un político, abogado y docente sanmarinense.
Ejerció el cargo de Capitán Regente (Jefe de Estado) de la República de San Marino entre octubre de 2007 y abril de 2007, junto a Mirko Tomassoni.

## Biografía
Estudió Derecho en la Universidad de Bolonia, trabajando como abogado y notario, como así también como profesor de derecho en las escuelas secundarias de San Marino. También fue miembro del Consejo Científico del Instituto Jurídico de la Universidad de San Marino (de 2004 a 2006) y de la Junta de Jueces sobre la admisibilidad de los referendos (de 1998 a 2001).
Fue miembro de Movimento Biancoazzurro, que se unió a la Alianza Democrática Popular Sammarinesa (AP) en 2005. Con motivo de las elecciones generales de 2006, fue elegido para el Consejo Grande y General de San Marino en la lista de la AP.
Fue reelecto en el Consejo en 2008. En las elecciones parlamentarias de 2012, la AP perdió tres escaños, entre ellos el de Selva. Durante el período legislativo de 2006 a 2008, fue miembro de la Comisión de Asuntos Exteriores y Políticos y miembro de la delegación de San Marino en la Unión Interparlamentaria (UIP). En la siguiente legislatura, fue miembro de la Comisión de Asuntos Internos y de la delegación en la UIP.
En 2009 fue elegido coordinador de la AP, renunciando en noviembre de 2010.